# Léna Grandveau
Léna Grandveau (Beaune, 21 januari 2003) is een Frans handbalster die uitkomt voor Metz Handball. Ze werd in 2023 uitgeroepen tot IHF-wereldhandbalspeler van het jaar.

## Biografie

### Clubcarrière
Grandveau begon met handballen op profniveau bij Bourg-de-Péage Drôme Handbal. In 2022 maakte ze de overstap naar Nanted Atlantique Handball. In 2024 kwam de West-Frande club in geldproblemen waarna Grandveau een transfer maakte naar Metz Handball, de regerend landskampioen van Frankrijk.

### Interlandcarrière
Grandveau maakte onderdeel uit van de selectie van de Franse jeugdploeg dat een gouden medaille wist te winnen op het Olympisch Jeugdfestival.  Hetzelfde jaar won ze op het EK -17 een bronzen medaille en maakte ze onderdeel uit van het All-Star team van het eindtoernooi. In 2021 behaalde ze met Frankrijk -19 eveneens een bronzen medaille en maakte ze onderdeel uit van het All-Star team. Op het WK -20 in 2022 was ook een plekje in de Franse selectie ingeruimd voor Grandveau.
Met het Franse handbalteam werd ze in 2023 wereldkampioen op het WK. Na het toernooi werd ze verkozen tot IHF-wereldhandbalspeler van het jaar. Een jaar later won ze een zilveren medaille op de Olympische Spelen. Hetzelfde jaar maakte ze onderdeel uit van de Franse selectie op het EK 2024.

## Onderscheidingen
- - WK (2023)
- - Olympische Jeugdzomerspelen 2019
- - Olympische Spelen (2024)
- - EK -19 (2021)